# Johann von Prochaska-Coronini

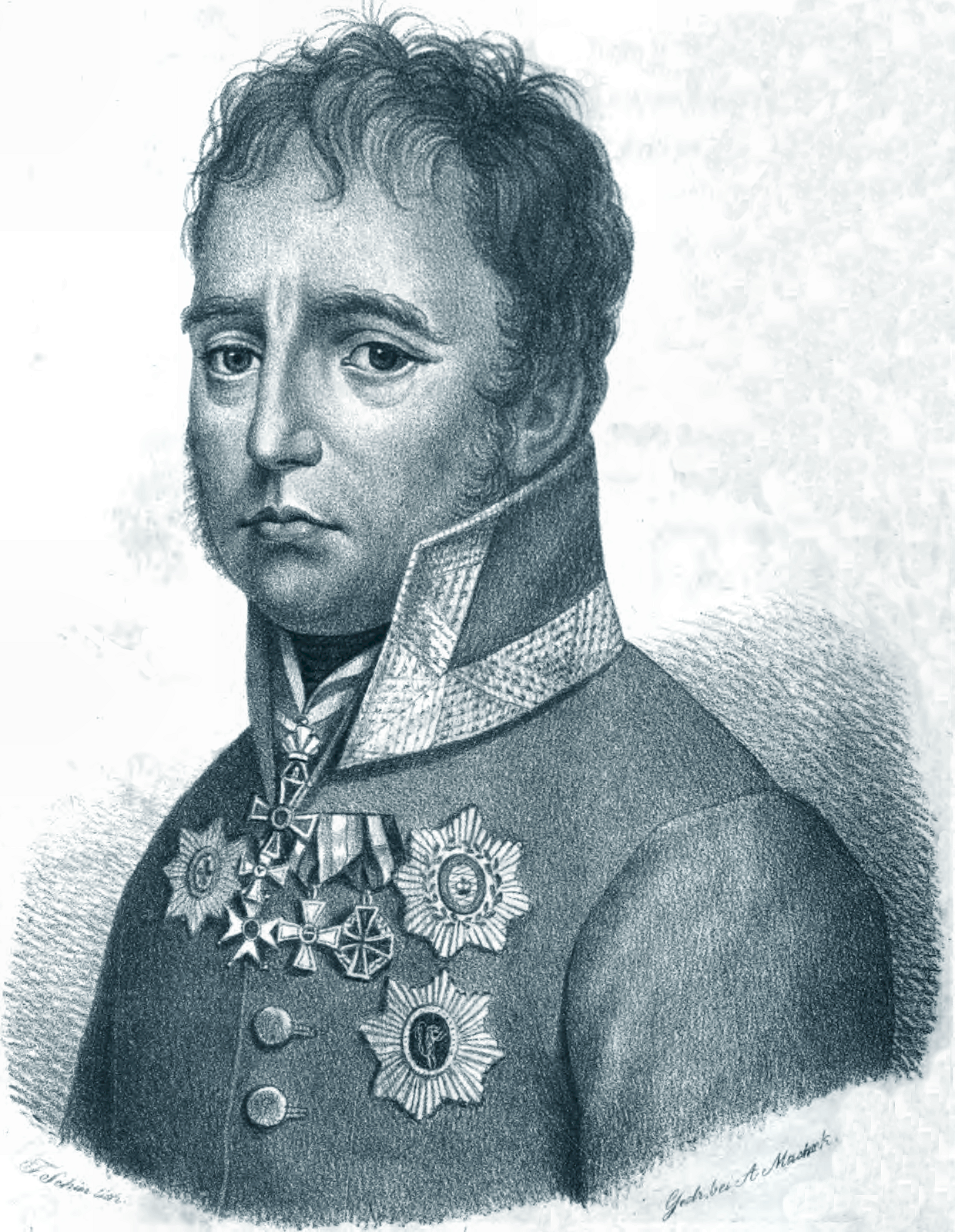
Johann Freiherr von Prochaska-Coronini um 1810

Johann Freiherr von Prochaska-Coronini (* 3. Juli 1760 in Wien; † 24. April 1823 ebenda) war ein Feldmarschallleutnant des Kaisertums Österreich, Chef des Generalquartiermeisterstabes und Inhaber des italienischen Infanterieregiments Nr. 38.

## Leben
Johann entstammte einer böhmischen Familie; sein Vater war im öffentlichen Dienst in Wien angestellt. Er interessierte sich schon früh für das Waffenhandwerk und ließ sich am 8. März 1778 zum Kanonier bei der kaiserlichen Artillerie assentieren und durchlief schneller als gewöhnlich den Stufengang dieses wissenschaftlichen Korps. So rückte er bereits am 4. April 1784 zum Unterleutnant vor. Während der Vorbereitungen zum Krieg gegen die Türken wurde er am 16. Dezember 1787 in das neu gebildete Pionier-Korps mit der Beförderung zum Oberleutnant und der Anstellung beim Armeekorps des Feldmarschalls Gideon Ernst Freiherr von Laudon, sodann am 29. Mai 1789 zum Generalstab an der Grenze von Mähren und Schlesien gesammelten Armeekorps, wo er am 14. Februar 1790 zum Hauptmann avancierte. 1792 erfolgte die Beorderung in den Generalquartiermeisterstab unter Feldmarschallleutnant Jean-Pierre de Beaulieu (1725–1819) in den Niederlanden.
Bereits am 30. Juni 1793 wurde Prochaska wegen seiner Tüchtigkeit zum Major ernannt. Hervorzuheben seien seine unter den Augen des Kaisers ausgeführten Angriffe auf die an Landrecy, Guise und St. Quentin gestützte und verschanzte Kantonierungslinie am 17. April 1794, sein Einsatz bei den zwei hitzigen Gefechten vor Landrecy am 24. und 26. April des Jahres sowie der Verteidigung der bedrohten Stellung an der Waal vom 9. bis 26. Jänner 1795. 

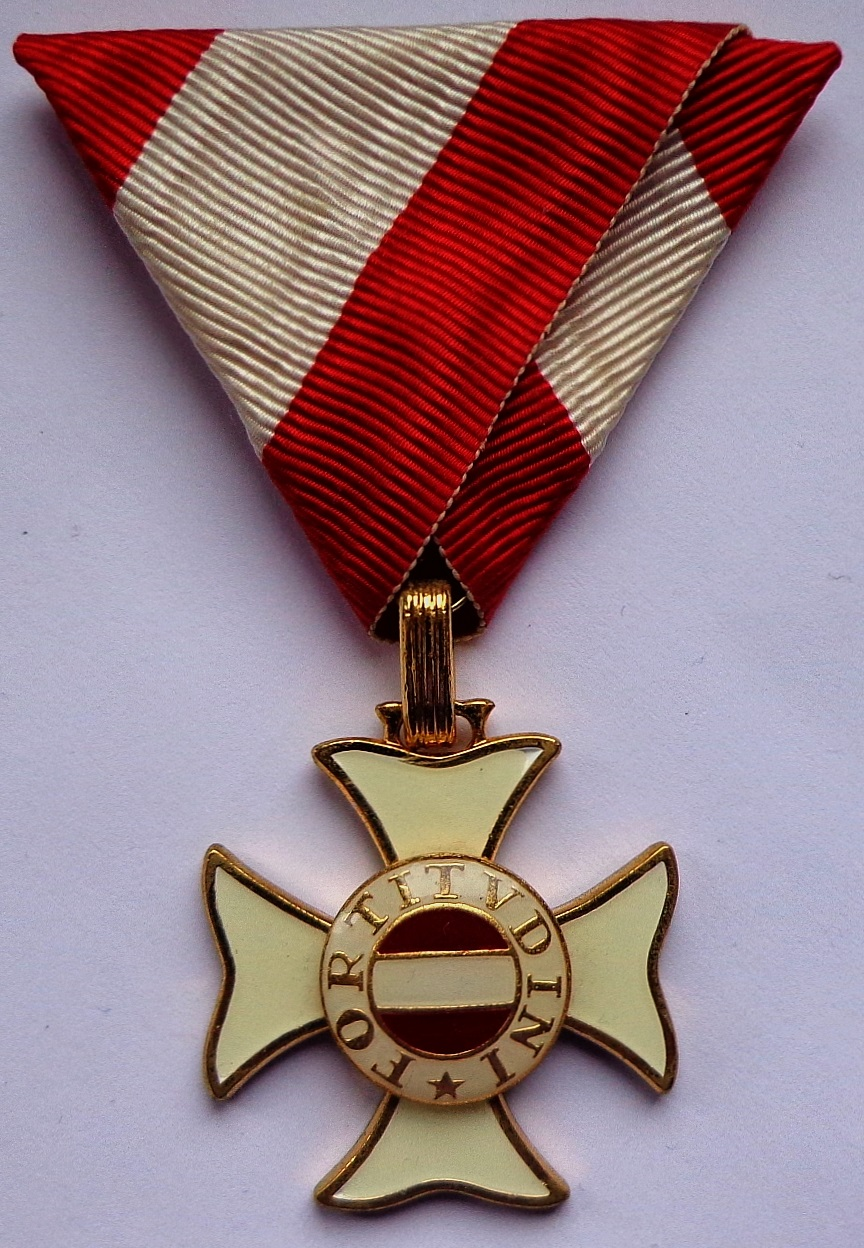
Ritterkreuz des Militär-Maria-Theresien-Ordens

Nachdem sich sowohl sein oberster Vorgesetzter, der Feldmarschall Herzog von Coburg, als auch der Leiter seiner Abteilung, General Freiherr von Alvincy wiederholt um die Ehrung des Offiziers beim Kaiser erbeten hatten, wurde Prochaska am 29. Februar 1796 zum Oberstleutnant befördert und am 11. Mai des Jahres mit dem Ritterkreuz zum Militär-Maria-Theresia-Orden geehrt. Auch wurde er in den Adelsstand mit dem Prädikat „Edler von Prohaska“ erhoben, mit Anrecht auf spätere Erhebung in den österreichischen Freiherrnstand. Schließlich erhielt er auf Anordnung des Oberbefehlshabers Graf von Wurmser am 21. Mai des Jahres die Stelle des Chefs des Generalstabes im Armeekorps des Feldzeugmeisters Graf Baillet von Latour (1737–1806), wo er sich unter anderem durch sein Können in der Stellung bei Friedberg am 24. August des Jahres sowie nach dem unerwarteten Übergang General Moreaus über den Rhein im Gefecht bei Bischofsheim am 21. April 1797 für den General als sehr dienlich erwies.
1799 kam der Offizier als Chef der General-Quatiermeisterstab-Abteilung unter die Führung von Feldmarschalleutnant Graf von Bellegarde, wo er mit ihm nach Oberitalien einrückte und sich im Gefecht an der Bormida am 20. Juni des Jahres erneut auszeichnete, jedoch auch verwundet wurde. In Anerkennung seiner Leistungen avancierte er wenige Wochen danach, am 31. August 1799, zum Oberst. Nach erneutem Kriegsausbruch im Jahr 1800 wurde, auf Ansuchen des großbritannischen Armeeministers Wickham, Prochaska auf Vorschlag des Hofkriegsrats zur Aufstellung und Leitung eines kurpfälzisch-bayrischen Hilfskontingents durch den Kaiser bestimmt. Hierin war er sehr erfolgreich: Er meldete bereits am 3. April 1801 des Jahres eine erste Abteilung mit 6889 Soldaten zu Fuß und 572 zu Pferd aus Donauwörth und am 6. September des Jahres eine zweite aus Amberg mit 11 910 Mann zu Fuß und 1106 Reitern. 
Nach Beförderung zum Generalmajor am 1. September 1805 (mit Rang vom 18. Januar 1804) war er im Generalstab der Italienarmee angestellt. Nach Beendigung des Feldzugs führte er eine Infanteriebrigade in ihre Friedensdislokation nach Salzburg und behielt dort das Kommando, bis zum erneuten Kriegsausbruch und seiner Ernennung zum Generalstabschef der Armee in Deutschland. Am 27. Mai des Jahres rückte er zum Feldmarschallleutnant und Kommandeur einer Grenadier-Division. Mit dieser nahm er am 5. und 6. Juli 1809 als Divisionskommandant an der Schlacht bei Wagram teil.
Ab 1813 war er als „Generalintendant“ für Versorgung und Nachschub des Heeres auf den sich ständig erweiternden Kriegsschauplätzen zuständig. 1815 wurde er Inhaber des italienischen Infanterieregiments Nr. 38. Unmittelbar nach Kriegsende in den Hofkriegsrat berufen, wurde er 1816 zum Chef des Generalquartiermeisterstabes ernannt. Diesen Posten hatte er bis zu seinem Lebensende (1823) inne.
Die Erhebung in den erbländisch-österreichischen Freiherrnstand mit dem Prädikat „Freiherr von Prohaska-Coronini“ erfolgte schließlich am 9. November 1820 in Wien mit Diplom vom 19. Januar 1821.
Prochaska wurde auf dem Sankt Marxer Friedhof im heutigen 3. Wiener Gemeindebezirk Landstraße begraben.
Prochaska heiratete die Freiin Eleonore von Schmidt-Dondorf († 21. Februar 1835). Das Paar hatte mehrere Kinder:
- Johann Nepomuk (* 2. April 1818)
- Amalie (* 9. Mai 1811) ⚭ FML Freiherr Joseph Maurer von Maurersthal († 26. Januar 1857)

## Orden und Ehrenzeichen
Der Freiherr wurde durch zahlreiche Auszeichnungen geehrt, darunter:
- Ritterkreuz des Militär-Maria-Theresien-Ordens (1796)
- Ritterkreuz des Österreichischen Leopold-Ordens
- Kaiserlich russischen St.-Anna-Orden 1. Klasse
- Königlich preußischer Roter Adlerorden 2. Klasse
- Großkreuz des königlich bayerischen Zivilverdienstordens
- Großkreuz des Badenscher Zähringer-Löwen-Ordens
- Kommandeur des württembergischen Militärverdienstordens

## Wappen

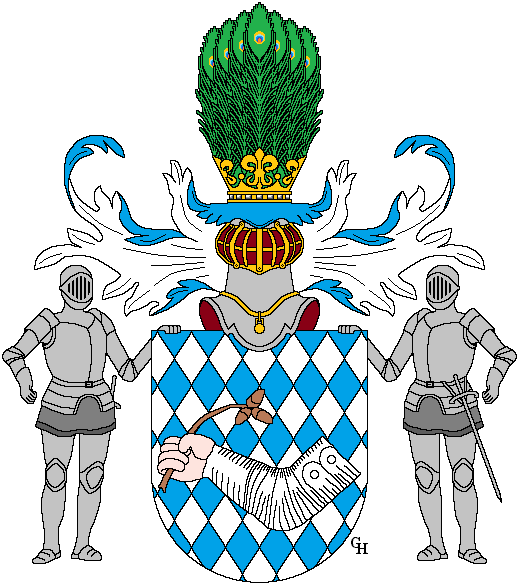
Wappen Prochaska-Coronini, verliehen 1820.

1820: In mit blau-silbernen Rautenschach überzogenem Schilde ein silber-geharnischter Rechtsarm, in der bloßen Hand einen natürlichen Ast mit drei Eicheln haltend. Auf dem Helm mit blau-silbernen Decken sieben natürliche Pfauenfedern. Schildhalter: zwei Geharnischte mit geschlossenen Visieren.